# EXIT (お笑いコンビ)
EXIT（イグジット）は、吉本興業（東京本社）所属のお笑いコンビ、音楽ユニット。2017年12月結成。NSC東京校出身。メンバーは、りんたろー。と兼近大樹。所属レーベルはアリオラジャパン。

## メンバー
りんたろー。（1986年3月6日 - ）（39歳）
静岡県浜松市出身。
ツッコミ・ネタ作成担当。立ち位置は向かって左。
身長180cm。
本名は、中島 臨太朗（なかじま りんたろう）。

兼近 大樹（かねちか だいき、1991年5月11日 - ）（34歳）
北海道札幌市北区新川出身。
ボケ担当。立ち位置は向かって右。
身長172cm。
本名は同じ。
愛称は、かねちー。

## 略歴
『ベイビーギャング』を解散した後、ピン芸人として漫談で活動していたりんたろー。に元ぷりずん。の兼近大樹が声をかけたのがきっかけで結成。元々は『M-1グランプリ』に出場するために結成した即席コンビだった。『SCANDAL（スキャンダル）』という仮コンビで『M-1グランプリ2017』に出場し、3回戦まで進出。2017年12月に『EXIT』として正式にコンビを結成した。
コンビ名はりんたろー。が「EXILEっぽい名前にしたい」と思い、EXから始まる単語を調べて「EXIT」に決めたという。この名前について兼近は「全ての人の辛いこと、ストレスの出口になれれば」とも説明している。
2018年4月にはヨシモト∞ホールにて、同年11月にはルミネtheよしもとにて結成最速の単独ライブ完売を果たす。
2018年7月に放送された『ゴッドタン』（テレビ東京系）の企画「この若手知ってんのか?」で「今のバラエティ番組で売れそうな若手芸人」部門第1位に選ばれ、この番組による企画のおかげで活動の幅を広げることができた。
同年12月21日よりYouTubeチャンネル『EXIT Charannel』をスタート（毎週火・金配信）。
同年12月23日のファーセカ∞チェンジにてヨシモト∞ホールのファーストクラスに昇格。
2019年2月2日、事務所の垣根を越えてホリプロコム所属のきつねとの日帰りバスツアー『ライブナタリーPresents きつね×EXITと行く！バレンタインチャラバスあざまる水産ツアー〜パワーあげみざわ、あーん∇してマジ卍PonPonPon!!いやきつねはKonKon!!うまいこと言わんでえぇねん〜』を開催。同年8月18日、きつねとのクルージングイベント『ライブナタリー Presents きつね × EXIT 真夏の東京湾“チャラクルージング”〜真夏の船上パーティDEションテンガルアー！ バスじゃ乗り切れねぇから船でいい波ノッちゃって!! 魂〜』を開催。
同年12月25日、JAPANツアーの9月27日（金）@東京 ルミネtheよしもと公演を収録した初のライブDVD『EXIT初来日チャラ卍バイブスぶち上げ JAPANツアー光×光それ即ち音になりけり〜おそくなってんじゃん〜☆控えめに言ってパリピ全員に届くようにアチャーな値段でhere we go☆』が発売。
同年12月28日、初のMC・冠番組『EXI怒』（テレビ朝日）が放送された。
同年12月29日、パシフィコ横浜にて単独ライブ『EXITを見たい全ての人よ。見てクレーン射撃君のハートを打ち抜きマチュピチュ空中都市LIVE〜令和最初のションテンいとあがりけり！共に時代を変えるなりよFes.今年もせんきゅす 来年もよろたのForever in パシフィコ横浜〜』を開催。
2020年7月20日、EXIT OFFICIAL FAN CLUB 「entrance」を開設。

## 芸風
- ネオ渋谷系漫才と称され[17][注 1]、二人ともにパリピ口調のチャラ男キャラでしゃべくり漫才を行う。ネタ作成はりんたろー。が中心に行っている[4]。ネタの締め台詞は「お後がHere we go！」。この他、「バイブスいと上がりけり」などチャラい言葉と古い言葉を混ぜたネタが特徴でもある[4]。
- 兼近は上記のような芸風になった際に影響を受けたコンビとしてお笑いコンビ・ちゃらん婆の名前を挙げ、「チャラいキャラで戦えるな」と確信できたのはちゃらん婆のおかげだったと述べている。EXITからテレビで紹介されたちゃらん婆の2人はその際に「そしたらマジで瞬殺で抜かれました」「びっくりするスピードでした」とコメントしている[18]。

## 受賞歴

### 賞レースなどでの戦績

#### M-1グランプリ
| 年度（回）       | 結果         | No.  | 会場                     | 日程         | 備考                                    |
| ---------------- | ------------ | ---- | ------------------------ | ------------ | --------------------------------------- |
| 2017年（第13回） | 3回戦進出    | 780  | [東京] ルミネtheよしもと | 10月21日(土) | 「SCANDAL」（スキャンダル）として出場。 |
| 2018年（第14回） | 3回戦進出    | 766  | [東京] ルミネtheよしもと | 10月17日(水) |                                         |
| 2019年（第15回） | 準々決勝進出 | 4465 | [東京]NEW PIER HALL      | 11月19日(日) |                                         |
| 2020年（第16回） | 準々決勝進出 | 4538 | [東京]NEW PIER HALL      | 11月17日(火) |                                         |
| 2021年（第17回） | 準々決勝進出 | 5348 | [東京] ルミネtheよしもと | 11月16日(火) |                                         |
| 2022年（第18回） | 準々決勝進出 | 3231 | [東京] ルミネtheよしもと | 11月16日(水) |                                         |
| 2023年（第19回） | 準々決勝進出 | 3631 | [東京] ルミネtheよしもと | 11月21日(火) |                                         |
| 2024年（第20回） | 準々決勝進出 | 3722 | [東京] ルミネtheよしもと | 11月21日(木) |                                         |

#### その他
- 東京都消費生活センター 悪質商法THEライブ グランプリ
- 厚生労働省主催 薬物にNO! お笑いライブ 優秀賞
- 総務省後援 電波伝搬障害防止制度を笑いで広めよう！ 佳作
- モンスト公式『モンスト一芸秀でている王選手権』 初代チャンピオン
- 第4回 上方漫才協会大賞 大賞・新人賞ノミネート[20]
- 第20回 決戦!お笑い有楽城 優勝
- SDGs-1グランプリ2019 優勝
- 第5回 上方漫才協会大賞 大賞・新人賞ノミネート[21]

### その他の受賞
- GQ Men of the Year2020 ベスト・コメディ・デュオ・オブ・ザ・イヤー賞[22]
- ベストフンドシストアワード2020[23]
- スニーカーベストドレッサー賞2022 芸人部門[24]

## 出演

### テレビ

#### レギュラー番組
現在のレギュラー出演
- ホンマでっか!?TV（2020年10月7日 - 、フジテレビ）
- EXITV 〜FODの新作・名作をPon！Pon！見せまくり!!〜（2020年10月22日 - 、フジテレビ） - MC
- ラヴィット!（2021年4月2日 - 、TBSテレビ） - 金曜隔週レギュラー
- EXITのラリージャパン応援宣言 → EXITのモータースポーツ応援宣言（2021年4月4日 - 、テレビ朝日）
- EXITのアヤシイTV アチ〜の見つけました!→EXITのハッケン北海道!（2022年4月16日 - 、テレビ北海道） - 冠番組（月2回放送）
- めざましテレビ（2022年4月5日 - 2022年11月15日・11月29日 - 、フジテレビ） - 火曜コーナーレギュラー（めざまし×EXITV 配信エンタ）

現在の準レギュラー出演
- THE突破ファイル（2019年5月23日 - 、日本テレビ） - 常連出演者

過去のレギュラー出演
- おはスタ（2018年10月2日 - 12月25日（毎週火曜日にゲスト出演）・2019年1月8日 - 3月19日（火曜レギュラー）・2019年4月1日 - 9月2日（月曜レギュラー）、テレビ東京）
- ZIP!（2019年8月9日・16日、日本テレビ） - 2019年8月度月替わり金曜パーソナリティー
- 第7キングダム（2020年4月5日 - 6月21日、日本テレビ）
- ひかくてきファンです!（2020年4月2日 - 9月24日、テレビ朝日）
- 爆笑問題のシンパイ賞!! → 爆笑問題&霜降り明星のシンパイ賞!!（2019年10月25日 - 2021年9月19日、テレビ朝日） - 準レギュラー
- トリニクって何の肉!?（2020年4月 - 2021年5月、朝日放送テレビ） - 準レギュラー
- 霜降りミキXIT（2020年6月29日 - 2022年3月14日、TBSテレビ）
- イグナッツ!!（2020年10月7日 - 2022年3月22日、テレビ朝日）
- めざまし8（2021年4月25日 - 2023年9月27日､フジテレビ） - 水曜月1回スペシャルキャスター
- EXITのベルギー行ったらモテるやつ（2022年10月1日 - 2023年9月30日、テレビ東京） - MC

特別番組
＊MCもしくはメインキャスト
- HiGH&LOW THE WORST ヨロタノ特別企画（2019年8月1日、日本テレビ） - MC
- 女芸人No.1決定戦 THE W（第3回 : 2019年12月9日・第4回 : 2020年12月14日、日本テレビ） - サポーター
- EXI怒（2019年12月28日・2020年9月25日、テレビ朝日） - 冠番組
- 逆襲!オンナの倍返し（2020年7月25日、関西テレビ） - MC
- A男とB子のウラ事情（2021年1月3日・8月29日、毎日放送）- MC
- 見破れ!アクター&リアクター（2021年1月23日・5月31日、TBSテレビ）- MC
- 地球HEROES（2021年3月7日・2022年3月12日・2023年2月4日、フジテレビ） - MC
- EXITの未来を本気（マジ）で考える〜フューチャーランナーズSP〜（2021年3月20日・2022年3月5日・2023年1月28日・2024年2月10日、フジテレビ） - MC
- EXITの人生へっチャラ 〜ネバギバ芸人に学ぼう〜（2021年4月24日、テレビ朝日） - MC
- 水曜NEXT!（フジテレビ）
  - アガる!ご当地検証バラエティ ポンポンジャポン（2021年6月10日・6月17日） - MC

- SDGsクリエイターズグランプリ（2021年9月11日、フジテレビ） - 司会
- 私たちの挑戦うけてみろ（2021年11月20日、フジテレビ） - MC
- EXITのアクセル全開宣言!!〜モータースポーツ見るしかナイトプール!!年末SP〜（2021年12月28日、テレビ朝日）
- サンバリュ（日本テレビ）
  - 1日パカンパニー（2022年7月10日） - MC
  - キャリーオーバー（2023年1月22日） - 見届け人

- EXITのバーチャル冒険アイランド開幕!（2022年8月13日、フジテレビ）
- 24時間テレビ 愛は地球を救う45「会いたい!」 - チャリティランナー：兼近、サポート等：りんたろー。
- 世界ラリー日本大会 ラリージャパン2022（2022年11月13日、テレビ朝日） - MC
- 名曲ジェネチェンFES〜世代を入れ替えて名曲を歌いまくれ!〜（2022年12月29日、フジテレビ） - MC
- マイクロコントラボ（2023年2月23日・8月15日、フジテレビ）
- クイズ!ドコノゴハン 〜舌から学ぶニッポン〜（2024年5月26日、関西テレビ・フジテレビ系列）- MC
- イグジッティーチャー（2024年12月26日、フジテレビ）

### ウェブテレビ
- 大学キングダム（2019年11月16日 - 12月21日、AbemaTV） - MC[36][37]
- ABEMA Prime（2020年4月2日 - 、AbemaTV） - 木曜MC[38]
- 7.2 新しい別の窓（2020年 - 、AbemaTV） - 第27回から出演
- 青春スチャラカ学園（2022年5月8日 - 7月24日、ABEMA）[39]

### インターネット配信
- RecLove〜逢えないキミとのふたり生活。〜（2019年9月24日 - 10月24日、全31話、RecTV） - MC[40]
- EXITのPACHI⇄BANG（2020年11月11日 - 、YouTube「公式PIAチャンネル」） - MC[41]
- CREATIVE JAM（2023年6月17日・24日、Paravi） - MC[42]
- HITOSHI MATSUMOTO presents ドキュメンタル（2023年、Amazonプライム・ビデオ） - シーズン13出演

### ラジオ
- EXITのオールナイトニッポン0（2019年6月8日、ニッポン放送）
- TOKYO SPEAKEASY（2020年7月1日、エフエム東京）
- EXITのオールナイトニッポンX（2022年4月9日 - 2024年3月30日、ニッポン放送）[43]

### ウェブラジオ
- EXITの「ニラメッコ」トークフェスポンポン!（2019年7月12日 - 9月20日、マンガPark）[44]
- EXITラジオ！ガチでお笑い喋りけり（2020年6月15日 - 6月19日、グノシー）

### CM
- 退職代行EXIT（2019年2月28日公開、EXIT株式会社） - Web CM[45]
  - シェフ編
  - 会社編
  - カフェ編
- 釣りスピリッツ Nintendo Switchバージョン（2019年7月18日 - 2019年9月5日、バンダイナムコエンターテインメント）[46]
- プロタイムズ総合研究所 ヤネカベ
  - 〜チョーキング篇〜（2020年7月23日 - ）[47]
  - 「ミニチュア」篇（2022年2月1日 - ）[48]
- ハーゲンダッツ （2020年8月10日 - 、ハーゲンダッツジャパン） - Web CM
  - 「贅沢チョイス」篇
  - 「オトナチョイス」篇
  - 「王道チョイス」篇
  - 「食感チョイス」篇
- BOSS E・ZO FUKUOKA（2020年8月下旬 - 予定、福岡ソフトバンクホークス株式会社）[49]
- スマホゲーム「共闘ことばRPG コトダマン」- Web CM（2021年1月6日 - ）[50]
- エースコック
  - 「スーパーカップ・ブタキムラーメン」（2021年2月22日 - ） - 2000年にロンドンブーツ1号2号が出演したCMのリメイク[51][52]
  - 「スーパーカップ1.5倍」（2022年6月 - ）
- ほっともっと
- 出前館
  - 「配達員バトル」篇（2021年4月 - ） - 莉子（リコリコ）と共演。
- アリナミン製薬 ベンザ「ベンザブロックSプレミアム・Lプレミアム」 「プレミアムファスト早め」篇・「プレミアムファスト効き目」篇（2021年） - 花澤香菜と共演。
- LINE「LINE：ディズニー ツムツム」「LINE：ディズニー ツムツム 華麗なる8周年祭 8周年記念ツム篇」（2021年12月27日 - 2022年1月9日）[53]
- ラウンドワン「いとアガリけり！」（2022年5月 - 2023年3月）

### MV
- EXIT × Non Stop Rabbit 『ネオキング』 2019年4月13日[54]
- 清水翔太『Breathe Again』[55]
- スカイピース『オタクvsパリピで喧嘩してた奴らが仲良くなってたwwwwwww』

### ライブ

#### 単独ライブ
| 日程            | タイトル | 公演規模 | 備考                                                                  |
| --------------- | --- | --- | --------------------------------------------------------------------- |
| 2018年4月       | Entrance | 1都市1公演（約200席） - 4月20日 東京都・ヨシモト∞ホール（218席） | 結成2か月での∞ホール単独ライブ開催は、最速完売となった。              |
| 2018年11月      | 『eleven』〜MAJI 卍 NIGHT〜 | 1都市1公演（約500席） - 11月11日 東京都・ルミネtheよしもと（458席） | 結成11か月でのルミネ単独ライブ開催は、よしもと史上最速。              |
| 2019年5月 - 9月 | EXIT初来日チャラ卍バイブスぶち上げ JAPANツアー 光×光 それ即ち音になりけり〜おそくなってんじゃん〜 | 8都市8公演（約2,500席） - 5月12日 静岡・えんてつホール（500） - 5月18日 北海道・BFHホール（150席） - 6月30日 福岡・よしもと天神ビブレホール（110席） - 7月20日 沖縄・よしもと沖縄花月（131席） - 8月3日 愛知・伏見JAMMIN'（350席） - 8月15日 宮城・日立システムズホール仙台 シアターホール（584席） - 8月31日 神奈川・横須賀市文化会館中ホール（250席） - 9月27日 東京・ルミネtheよしもと（458席） |                                                                       |
| 2019年12月      | EXITを見たい全ての人よ。見てクレーン射撃 君のハートを打ち抜きマチュピチュ空中都市LIVE 〜令和最初のションテンいとあがりけり！共に時代を変えるなりよFes.今年もせんきゅす 来年もよろたのForever in パシフィコ横浜〜 | 1都市1公演（約5,000席） - 12月29日 神奈川・パシフィコ横浜 国立大ホール（5002席） | ゲスト：DJ KOO、きつね、ハナコ、フワちゃん、3時のヒロイン、電氣ブラン |

#### トークライブ
『とても趣がある夜〜ションテンガルアーいとおかしNight〜 単独トークライブ』（2018年9月 - 現在、不定期開催）
- 大宮ラクーンよしもと劇場(141席)、2018年9月30日
- ヨシモト∞ドーム ステージI(90席)、2018年12月20日
- ヨシモト∞ドーム ステージI(90席)、2019年2月24日 りんたろー。のみ
- ヨシモト∞ドーム ステージI(90席)、2019年4月30日
- ヨシモト∞ホール(218席)、2019年6月25日
- ヨシモト∞ホール(218席)、2019年8月29日
- ヨシモト∞ホール(218席)、2019年10月28日
- ヨシモト∞ホール(218席)、2019年12月25日

ファンミーティング
- EXIT2019バズるための1dayファンミーティング（大宮ラクーンよしもと劇場、2019年3月9日）

合同ライブ（きつね）
- FOxIT〜きつね×EXIT Halloween nightFES〜（ヨシモト∞ホール、2018年10月30日）
- FOxIT〜新元号は、舞次(MANJI)！間違いナイトプール〜（ヨシモト∞ホール、2019年5月24日）

## 音楽活動
2020年の大晦日には、ももいろ歌合戦（BS日テレ・ニッポン放送・AbemaTV）へ初出場。

### 楽曲配信
- 『Re;rize』2018年7月4日
- 『ネオチャラ（フィーチャラリング DJ DEKKA）（デッカチャン）』2018年11月14日
- 『NO MORE恋泥棒 featuring NUTS- ワンチャン・サマLOVE(EXIT featuring NANA)（山田菜々）』2019年7月17日
- 『L.O.K.F』(EXIT×きつね) 2020年1月29日
- 『Winter Wonderland』2022年12月16日

### CDシングル
2020年、EXITはスカイピースとDa-iCEとCDシングルを発売した。発売に先立ち、2020年3月1日にスカイピースとの「ぴえんは似合わないぜ feat. スカイピース」、3月3日にはDa-iCEとの「 I got it get it feat.Da-iCE」のダンスリハーサル映像がYouTubeに公開された。「ぴえんは似合わないぜ feat. スカイピース」は、作詞スカイピース、作曲松田貴志 、「 I got it get it feat.Da-iCE」は作詞工藤大輝、作曲JEONG SEONG MIN、JUNG SUNG MIN、SHIN JI HOO、SHIN HYUN HO。
| # | 発売日        | タイトル             | 形態   | 内容 | 品番                 |
| - | ------------- | -------------------- | ------ | --- | -------------------- |
| 1 | 2020年3月25日 | EXSID （イグシッド） | CD+DVD | CD M1 ぴえんは似合わないぜ feat. スカイピース M2 I got it get it feat.Da-iCE M3 ぴえんは似合わないぜ feat. スカイピース INST M4 I got it get it feat.Da-iCE INST DVD - ぴえんは似合わないぜ feat. スカイピース MUSIC VIDEO 完全版 - ぴえんは似合わないぜ feat. スカイピース MAKING OF MUSIC VIDEO - MAKING OF VISUAL SHOOTING with Da-iCE | YRCN 90310（初回盤） |
| 1 | 2020年3月25日 | EXSID （イグシッド） | CD     | 上記CDに同じ | YRCN 90311（通常盤） |

### CDアルバム
| # | 発売日        | タイトル               | 形態 | 内容 | 品番 |
| - | ------------- | ---------------------- | ---- | --- | ---- |
| 1 | 2021年9月15日 | GENESIS （ジェネシス） | CD   | CD 1. なぁ人類 2. SUPER STAR 3. WHAT COLOR? 4. PEN PEN PEN 5. バナナナナバ 6. ONE CHANCE 7. サヨナラ DAY DREAM |      |

### その他の楽曲
- ロックバンドNon Stop Rabbitとのコラボ楽曲『ネオキング』をYouTubeにてミュージック・ビデオを公開。（2021年3月現在発売はされていない）